# Pierre Lindstedt
Pierre Ernst Vilhelm Lindstedt (født 15. august 1943) er en svensk skuespiller, der har medvirket i mere end 50 film. Han er søn af komikeren Carl-Gustaf Lindstedt (1921-1992). Hans filmroller inkluderer blandt andet Oprøret i Ådalen (1969), Krigernes børn (1979), Smuglerkongen (1985) og Maria Larssons evige øjeblik (2008).

## Udvalgt filmografi
- Giftsnogen (1966)
- Oprøret i Ådalen (1969)
- Udvandrene (1971)
- Nybyggerne (1972)
- Manden, som holdt op med at ryge (1972)
- Emil og grisebassen (1973)
- En håndfuld kærlighed (1974)
- Krigernes børn (1979)
- Skrald (1981)
- Klippet (1982)
- Smuglerkongen (1985)
- Arrilds tid (1988)
- Lotte flytter hjemmefra (1993)
- Drømmehuset (1993)
- Mysteriet på Greveholm (tv-serie, 1996)
- Bjørnens søn (1997)
- Kalle Blomkvist og Rasmus (1997)
- Skærgårdsdoktoren (tv-serie, 1998)
- Pistvakt (tv-serie, 1998-2000)
- Julens hjältar (tv-serie, 1999)
- Peddersen og Findus - fornemt besøg (animationsfilm, 2000)
- Kommissarie Winter (tv-serie, 2001-2004)
- Misa min (2003)
- Pistvakt (2005)
- Kommissionen (tv-serie, 2005)
- Beck (tv-serie, 2006)
- Maria Larssons evige øjeblik (2008)
- Maria Wern (tv-serie, 2010)
- Dom over død mand (2012)